# Plastophora bakeri
Plastophora bakeri är en tvåvingeart som först beskrevs av Charles Thomas Brues 1936.  Plastophora bakeri ingår i släktet Plastophora och familjen puckelflugor.
Artens utbredningsområde är Filippinerna. Inga underarter finns listade i Catalogue of Life.